# Muscicapidae
Os muscicapídeos (do latim científico Muscicapidae: musca mosca + capere capturar) constituem uma família de aves passeriformes pertencentes à subordem Passeri, restritas ao Velho Mundo. São geralmente pequenas aves insectívoras, muitas das quais, tal como o nome indica, apanham as suas presas em pleno ar.
A aparência destas aves é muito variada, e a maioria tem um canto fraco e chamamentos ásperos. Os ninhos são geralmente em forma de taça, bem construídos, numa árvore ou sebe.

## Taxonomia
Família Muscicapidae
| - Sub-família Turdinae - Neocossyphus - Pseudocossyphus - Monticola - Myiophonus - Geomalia + - Zoothera - Nesocichla + - Cichlherminia + - Sialia - Myadestes - Cichlopsis + - Entomodestes - Catharus - Platycichla - Turdus - Chlamydochaera + - Brachypteryx - Alethe | - Sub-família Muscicapinae - Empidornis - Bradornis - Dioptrornis - Melaenornis - Fraseria - Sigelus + - Rhinomyias - Muscicapa - Myioparus - Humblotia + - Ficedula - Cyanoptila + - Eumyias - Niltava - Cyornis - Muscicapella + - Culicicapa - Horizorhinus + - Pogonocichla + - Swynnertonia + - Stiphrornis + - Sheppardia - Erithacus - Luscinia - Tarsiger - Irania + - Cossyphicula + - Cossypha - Cichladusa - Cercotrichas - Copsychus - Trichixos + - Saxicoloides + - Phoenicurus - Chaimarrornis + - Rhyacornis + - Hodgsonius - Cinclidium - Enicurus - Cochoa - Saxicola - Oenanthe - Cercomela - Myrmecocichla - Thamnolaea - Pinarornis + |

- Commons
- Wikispecies